# Laccophilus chilensis
Laccophilus chilensis är en skalbaggsart som beskrevs av Sharp 1882. Laccophilus chilensis ingår i släktet Laccophilus och familjen dykare. Inga underarter finns listade i Catalogue of Life.